# Marcelo Rangel
Marcelo Rangel Rosa (Marechal Cândido Rondon, 17 maggio 1988) è un calciatore brasiliano, portiere del Remo.

## Carriera
Ha esordito in Série A il 15 settembre 2019 disputando con il Goiás l'incontro perso 3-0 contro il Grêmio.